# Nick Zisti
Nicolas “Nick” Zisti (Sydney, 2 agosto 1972) è un ex rugbista a 13 ed ex rugbista a 15 australiano, internazionale per l'Italia di rugby XV.

## Biografia
Di famiglia di origine italiana, Nick Zisti praticò inizialmente il rugby XV, ma si orientò al XIII intorno ai 12 anni per via delle prospettive professionistiche che offriva.
Esordì nel professionismo nel 1991 con i South Sydney Rabbitohs, poi dal 1993 al 1998 militò nei St. George Dragons, Hunter Mariners e Cronulla Sharks.
Nel 1998 si trasferì in Gran Bretagna per giocare nei Bradford Bulls.
Nel 1999, grazie al passaporto italiano, entrò nel giro degli osservati della Federazione Italiana Rugby, e decise di passare al XV; fu ingaggiato dalla Rugby Roma Olimpic e convocato dal C.T. della Nazionale Massimo Mascioletti per la Coppa del Mondo di rugby 1999 in Galles.
Quando esordì, nel corso della competizione, contro l'Inghilterra a Twickenham, non aveva ancora giocato un solo minuto di rugby XV professionistico.
Durò solo 4 incontri l'esperienza in azzurro dell'oriundo italo-australiano (tra cui due incontri nel Sei Nazioni 2000, contro, di nuovo, Inghilterra e poi Francia: nel suo club, il Roma Olimpic, per il quale aveva un ingaggio triennale, vinse il campionato italiano nella stagione 1999/2000 nel ruolo di tre quarti centro (rispetto a quello di ala che aveva nel XIII).
Successivamente, le disavventure finanziarie del club spinsero diversi giocatori, tra cui lo stesso Zisti, a chiedere di essere lasciati liberi prima della scadenza del contratto; Zisti chiese di essere liberato a dicembre del 2001 e lasciò il club per tornare in Australia.

## Palmarès
- Campionati italiani: 1
Rugby Roma: 1999-2000